# Chelonus shafeei
Chelonus shafeei är en stekelart som beskrevs av Samiuddin, Haider och S. Ahmad 2000. Chelonus shafeei ingår i släktet Chelonus och familjen bracksteklar. Inga underarter finns listade i Catalogue of Life.